# Boogschieten op de Paralympische Zomerspelen 1960
De Ie Paralympische Spelen werden in 1960 gehouden in Rome, Italië en werden samen met de Olympische Zomerspelen in Rome gehouden. Boogschieten was een van de acht sporten die beoefend werden tijdens deze paralympics. Bij deze Ie paralympics stonden er alleen individuele evenementen op het programma van het boogschieten.

## Mannen
| Klasse                  | Punten | land | Goud         | land | Zilver     | land | Brons          |
| ----------------------- | ------ | ---- | ------------ | ---- | ---------- | ---- | -------------- |
| Columbia Ronde open     | 550    | FRA  | Trouverie    | FRA  | Delapietra | GBR  | Hepple         |
| FITA Ronde open         | 829    | USA  | Jack Whitman | GBR  | Bradley    | GBR  | Potter         |
| St. Nicholas Ronde open | 670    | AUS  | Sutton       | FRA  | Figoni     | USA  | Sones          |
| Windsor Ronde open      | 800    | USA  | Jack Whitman | GBR  | Bradley    | BEL  | van Puymbroeck |

## Vrouwen
| Klasse                  | Punten | land | Goud              | land | Zilver        | land | Brons     |
| ----------------------- | ------ | ---- | ----------------- | ---- | ------------- | ---- | --------- |
| Columbia Ronde open     | 484    | GBR  | Margaret Maughan  | BEL  | Marc de Vos   | GBR  | Gubbin    |
| FITA Ronde open         | 962    | SAF  | Margaret Harriman | GBR  | Comley        | GBR  | R. Irvine |
| St. Nicholas Ronde open | 481    | IRL  | Joan Horan        | AUS  | Daphne Ceeney | GER  | Zander    |
| Windsor Ronde open      | 726    | SAF  | Margaret Harriman | GBR  | R. Irvine     | GBR  | Comley    |

Rome 1960 ·
Tokio 1964 ·
Tel Aviv 1968 ·
Heidelberg 1972 ·
Toronto 1976 ·
Arnhem 1980 ·
New York & Stoke Mandeville 1984 ·
Seoel 1988 ·
Barcelona 1992 ·
Atlanta 1996 ·
Sydney 2000 ·
Athene 2004 ·
Peking 2008 ·
Londen 2012 ·
Rio de Janeiro 2016 ·
Tokio 2020 ·
Parijs 2024 ·
Los Angeles 2028
Atletiek · Basketbal · Boogschieten · Dartchery · Schermen · Snooker · Tafeltennis · Zwemmen